# Ivanovce
Ivanovce is een Slowaakse gemeente in de regio Trenčín, en maakt deel uit van het district Trenčín.
Ivanovce telt 953 inwoners.